# Stenellipsis casteli
Stenellipsis casteli es una especie de escarabajo longicornio del género Stenellipsis, tribu Acanthocinini, subfamilia Lamiinae. Fue descrita científicamente por Lepesme & Breuning en 1953.
La especie se mantiene activa durante los meses de marzo, octubre y noviembre.

## Descripción
Mide 2,5 milímetros de longitud.

## Distribución
Se distribuye por Nueva Caledonia.